# Зія Гьокальп-махаллесі (станція метро)
41°04′28″ пн. ш. 28°47′11″ сх. д. / 41.074529800517° пн. ш. 28.786480392712° сх. д.
Зія-Гьокалп-Махаллесі (тур. Ziya Gökalp Mahallesi) — станція лінії М9 Стамбульського метрополітену.
Розташована у мікрорайоні Зія-Гекалп району Башакшехір, станція вперше введена в експлуатацію у складі лінії М3 7 липня 2013 року і була передана на лінію М9 29 травня 2021 року.
Пересадки
- Автобуси: 31Y, 78ZB, 78Ş, 79K, 79Ş, 89C, 98, 98KM, 143, MK19
- Маршрутки: Бакиркьой-Ікітеллі, Депрем Конутлари-Кючюкчекмедже, Кючюкчекемедже-Каяшехір, Ширіневлер-Башакшехір, Ширіневлер-Каяшехір Фенертепе Сефакьой-Каяшехір, Сефакьой-Онуркент

Конструкція — колонна трипрогінна станція мілкого закладення з однією острівною платформою.